# Hainzel (cráter)

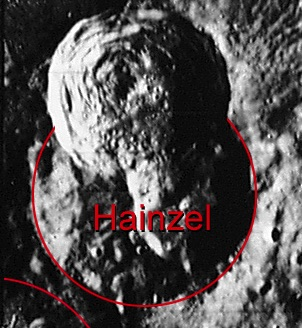
Fotografía de la misión Lunar Orbiter 4

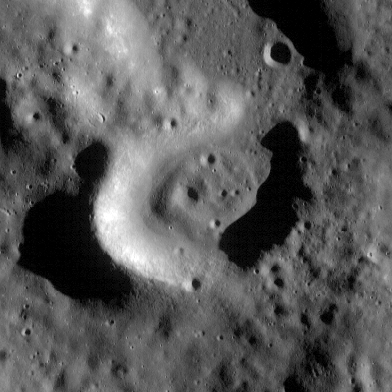
Fotografía de la misión Lunar Reconnaissance Orbiter

Hainzel es el miembro más meridional de un trío de cráteres de impacto lunares superpuestos. Se halla en el borde oeste del Lacus Timoris, en el cuadrante sudoeste de la Luna. El cráter severamente desgastado Mee es adyacente al lado sudoeste de la formación; su brocal forma una cresta al sur de Hainzel.
|  |

Hainzel forma la porción sur del grupo, con la superposición de Hainzel C al nordeste, y de Hainzel A (el más intacto y también el más joven del grupo) al norte. La pared entre Hainzel y Hainzel C es el sector más intacto del borde interior, formando un promontorio en la pared sureste. Tanto Hainzel A como C presentan picos centrales.

## Cráteres satélite
Por convención estas características se identifican en los mapas lunares colocando la letra en el lado del punto medio del cráter que está más cercano a Hainzel.
|         | \| Hainzel \| Coordenadas \| Diámetro \| \| ------- \| ------------------------------ \| -------- \| \| A \| 40°18′S 33°54′O / -40.3, -33.9 \| 53 km \| \| B \| 38°00′S 33°24′O / -38.0, -33.4 \| 15 km \| \| C \| 41°06′S 32°48′O / -41.1, -32.8 \| 38 km \| \| G \| 37°30′S 33°00′O / -37.5, -33.0 \| 5 km \| \| H \| 37°00′S 33°06′O / -37.0, -33.1 \| 11 km \| \| J \| 37°48′S 37°48′O / -37.8, -37.8 \| 13 km \| \| K \| 37°30′S 32°18′O / -37.5, -32.3 \| 14 km \| \| L \| 38°06′S 34°54′O / -38.1, -34.9 \| 16 km \| \| N \| 42°36′S 40°12′O / -42.6, -40.2 \| 24 km \| \| O \| 38°36′S 38°36′O / -38.6, -38.6 \| 14 km \| \| R \| 38°42′S 36°24′O / -38.7, -36.4 \| 19 km \| \| S \| 41°06′S 37°42′O / -41.1, -37.7 \| 8 km \| \| T \| 40°12′S 37°12′O / -40.2, -37.2 \| 8 km \| \| V \| 41°18′S 38°42′O / -41.3, -38.7 \| 20 km \| \| W \| 40°36′S 38°42′O / -40.6, -38.7 \| 31 km \| \| X \| 36°42′S 36°48′O / -36.7, -36.8 \| 5 km \| \| Y \| 40°48′S 39°54′O / -40.8, -39.9 \| 22 km \| \| Z \| 37°42′S 35°24′O / -37.7, -35.4 \| 5 km \| |          |
| Hainzel | Coordenadas | Diámetro |
| A       | 40°18′S 33°54′O / -40.3, -33.9 | 53 km    |
| B       | 38°00′S 33°24′O / -38.0, -33.4 | 15 km    |
| C       | 41°06′S 32°48′O / -41.1, -32.8 | 38 km    |
| G       | 37°30′S 33°00′O / -37.5, -33.0 | 5 km     |
| H       | 37°00′S 33°06′O / -37.0, -33.1 | 11 km    |
| J       | 37°48′S 37°48′O / -37.8, -37.8 | 13 km    |
| K       | 37°30′S 32°18′O / -37.5, -32.3 | 14 km    |
| L       | 38°06′S 34°54′O / -38.1, -34.9 | 16 km    |
| N       | 42°36′S 40°12′O / -42.6, -40.2 | 24 km    |
| O       | 38°36′S 38°36′O / -38.6, -38.6 | 14 km    |
| R       | 38°42′S 36°24′O / -38.7, -36.4 | 19 km    |
| S       | 41°06′S 37°42′O / -41.1, -37.7 | 8 km     |
| T       | 40°12′S 37°12′O / -40.2, -37.2 | 8 km     |
| V       | 41°18′S 38°42′O / -41.3, -38.7 | 20 km    |
| W       | 40°36′S 38°42′O / -40.6, -38.7 | 31 km    |
| X       | 36°42′S 36°48′O / -36.7, -36.8 | 5 km     |
| Y       | 40°48′S 39°54′O / -40.8, -39.9 | 22 km    |
| Z       | 37°42′S 35°24′O / -37.7, -35.4 | 5 km     |